# Perdita irwini
Perdita irwini är en biart som beskrevs av Timberlake 1968. Perdita irwini ingår i släktet Perdita och familjen grävbin. Inga underarter finns listade i Catalogue of Life.